# 사가라 요리히사
사가라 요리히사(일본어: 相良 頼央 さがら よりひさ[*])는 히고국 히토요시번 8대 번주이다.

## 생애
겐분 2년 (1737년) 7월 3일, 6대 번주 사가라 나가아리의 차남으로 태어났다. 어머니는 측실인 오요이다. 나가아리 사망 시점에 막부에 출생이 신고된 아이는 정실 쥬쇼인 소생의 적남 요리미네 뿐이었기 때문에, 요리히사는 전 번주의 친동생임에도 불구하고, 공개적으로는 이를 나가아리의 장녀 타메히메와 일문인 사가라 요리나오의 아들로 해서 양자로 맞이했다고 한다. 공적 계보인 『寛政重修諸家譜』에는 요리미네의 조카로, 가문 자료 『探源記』와 『相良家譜』에는 요리미네의 동생으로 기록되어 있는 것은 이 때문이다.
호레키 8년 (1758년)에 요리미네가 사망했기 때문에, 그의 사후 양자가 되어 가독을 이었다. 호레키 9년 (1759년) 6월부터 히토요시에 들어가 번정을 잡았는데, 같은 해 윤7월 15일에 사츠마세 저택 (현 구마모토현 히토요시시 시모사츠마세쵸 부근) 관란정에서 휴양하던 중, 누군가의 총을 맞아 부상을 입었고, 그 상처가 원인이 되어 1개월 후인 8월 3일에 23세의 나이로 사망했다.
총성이 들렸으니, 암살이나 다름없다며 히토요시번 일각에서는 배후관계 조사를 호소하는 목소리가 나왔지만, 번 상층부는 들린 소리는 어린이가 놀던 대나무 총 (폭죽)으로 결론짓고 그의 사인을 병사로 처리했다. 고로, 이 암살사건은 대나무총 사건으로 불리게 되었다. 사실 관계는 밝혀지지 않았으나, 당시부터 이 암살의 배경에는 전 번주 시절부터 대립해온 사가라씨 일문이 관여했던 것으로 알려졌다.
사건 후, 급히 쥬쇼인의 동생인 휴가 타카나베번 번주 아키즈키 타네미츠의 3남 미츠나가를 사후 양자로 맞이해 가독을 잇게 했다. 이로써 히토요시번의 개역은 피할 수 있었지만, 사가라가의 혈통은 단절, 이후 히토요시번에서는 10년간 4명의 번주를 차례로 다른 집안에서 맞이하는 혼란의 시대에 접어들었다.

## 가계
- 아버지 : 사가라 나가아리
- 어머니 : 오요 - 나가아리의 측실
- 양아버지 : 사가라 요리미네
- 공식 문서 상 아버지 : 사가라 요리나오
- 공식 문서 상 어머니 : 타메히메 - 나가아리의 장녀
- 양자 : 사가라 미츠나가 - 아키즈키 타네미츠의 3남